# Boost Software License

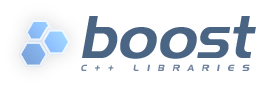

Boost Software License는 Boost(Beman Dawes와 David Abrahams)에 의해 만들어진 자유 소프트웨어 라이선스이다.